# Чалук'я Бхіма III
Чалук'я Бхіма III Раджамартанда (*д/н — 947) — магараджа держави Східних Чалук'їв. Низка дослідників рахують його як Чалук'я Бхіма II, вважаючи Чалук'я Бхіму II (панував у 928—929) як окремого Біхуму. Відомий також як Вішну-вардхан VII.

## Життєпис
Син магараджи Віджаядітьї IV і Меламби. 930 року розпочав боротьбу проти магараджи Юддха Малли II та його зверхників Раштракутів. Цьому сприяло повстання проти магараджахіраджи Говінди IV, яке очолив стрийко останнього Баддега.
Після запеклої боротьби у 934—935 роках завдав рішучих поразок Раштракутам і Юддха Маллі II, захопивши владу. Панував 12 років. Уклав союз із Східними Гангами Калінги, оженившись на представниці цієї династії Юрджапі (Анкідеві).
Йому спадкував молодший син Амма II.